# Juan Vilanova y Piera
Juan Vilanova y Piera (Valence, 5 mai 1821 - Madrid, 7 juin 1893) est un naturaliste et préhistorien espagnol.

## Biographie
Il étudie la médecine à Valence et la géologie et les sciences naturelles à Madrid.
Après avoir été assistant au Musée national des sciences naturelles d'Espagne, il obtient la chaire d'histoire naturelle de l'université d'Oviedo en 1850, puis de l'université centrale de Madrid en 1852. Il sera plus tard nommé aussi dans la même université aux chaires de géologie et de paléontologie.
En 1867, il participe au Congrès international d'anthropologie et d'archéologie préhistoriques de Paris puis, en 1868 de Norwich et Londres, et en 1869 de Copenhague, Bologne et Bruxelles.
Avec Francisco María Tubino, il explore les sites préhistoriques et, pour le Congrès de 1869, voyage au Danemark et en Suède. Les deux hommes y fouillent des Kjokkenmoddings (amas coquilliers) et des dolmens pour établir des liens avec les sites identiques d'Espagne.
L'ouvrage qu'ils tirèrent de leur voyage obtint un fort succès et fut récompensé par l'Académie royale de l'histoire et par l'Académie des sciences. Vilanova, en outre, y défendait l'authenticité des peintures pariétales de la grotte d'Altamira, en Espagne.
Membre fondateur de la Société d'histoire naturelle espagnole en 1871, dont il sera président en 1878, il est élu en 1874 à l'Académie royale des sciences exactes, physiques et naturelles.

## Publications
- Viaje scientifico a Dinamarca y Suecia con motivo del Congreso Internacional Prehistorico celebrado en Copenhague en 1869, avec F. M. Tubino, 1871
- Origen, naturaleza y antigüedad del hombre, 1872